# Okręg wyborczy Herbert
Okręg wyborczy Herbert (ang. Division of Herbert) – jednomandatowy okręg wyborczy do Izby Reprezentantów Australii, położony w stanie Queensland, obejmuje miasto Townsville i jego okolice.
Pierwsze wybory odbyły się w nim w 1901 roku, a jego patronem jest Robert George Wyndham Herbert (1831–1905), pierwszy premier Queenslandu.
Od 2016 roku posłem z tego okręgu była Cathy O’Toole z Australijskiej Partii Pracy.

## Lista posłów
Lista posłów z okręgu Herbert:
| okres urzędowania | poseł          | przynależność                        |
| ----------------- | -------------- | ------------------------------------ |
| 1901–1916         | Fred Bamford   | Australijska Partia Pracy            |
| 1916–1925         | Fred Bamford   | Nacjonalistyczna Partia Australii    |
| 1925–1928         | Lewis Nott     | Nacjonalistyczna Partia Australii    |
| 1928–1946         | George Martens | Australijska Partia Pracy            |
| 1946–1958         | Bill Edmonds   | Australijska Partia Pracy            |
| 1958–1961         | John Murray    | Liberalna Partia Australii           |
| 1961–1966         | Ted Harding    | Australijska Partia Pracy            |
| 1966–1977         | Robert Bonnett | Liberalna Partia Australii           |
| 1977–1983         | Gordon Dean    | Liberalna Partia Australii           |
| 1983–1996         | Ted Lindsay    | Australijska Partia Pracy            |
| 1996–2010         | Peter Lindsay  | Liberalna Partia Australii           |
| 2010–2016         | Ewen Jones     | Liberal National Party of Queensland |
| od 2016           | Cathy O’Toole  | Australijska Partia Pracy            |